# Horná Breznica
Horná Breznica (in ungherese Felsőnyíresd) è un comune della Slovacchia facente parte del distretto di Púchov, nella regione di Trenčín.